# Grand Prix Formule 1 van Mexico 1968
De Grand Prix Formule 1 van Mexico 1968 werd gehouden op 3 november op het Magdalena Mixhuca Circuit in Mexico-Stad. Het was de twaalfde en laatste race van het seizoen.

## Uitslag
| Pos. | Nr. | Coureur              | Constructeur  | Rondes | Tijd / Oorzaak uitval | Grid | Punten |
| ---- | --- | -------------------- | ------------- | ------ | --------------------- | ---- | ------ |
| 1    | 10  | Graham Hill          | Lotus-Ford    | 65     | 1:56:43.95            | 3    | 9      |
| 2    | 2   | Bruce McLaren        | McLaren-Ford  | 65     | + 1:19.32             | 9    | 6      |
| 3    | 11  | Jackie Oliver        | Lotus-Ford    | 65     | + 1:40.65             | 14   | 4      |
| 4    | 8   | Pedro Rodriguez      | BRM           | 65     | + 1:41.09             | 12   | 3      |
| 5    | 17  | Jo Bonnier           | Honda         | 64     | + 1 Ronde             | 18   | 2      |
| 6    | 16  | Jo Siffert           | Lotus-Ford    | 64     | + 1 Ronde             | 1    | 1      |
| 7    | 15  | Jackie Stewart       | Matra-Ford    | 64     | + 1 Ronde             | 7    |        |
| 8    | 18  | Vic Elford           | Cooper-BRM    | 63     | + 2 Rondes            | 17   |        |
| 9    | 9   | Henri Pescarolo      | Matra         | 62     | + 3 Rondes            | 20   |        |
| 10   | 3   | Jack Brabham         | Brabham-Repco | 59     | Oliedruk              | 8    |        |
| NF   | 23  | Johnny Servoz-Gavin  | Matra-Ford    | 57     | Ontsteking            | 16   |        |
| NF   | 14  | Dan Gurney           | McLaren-Ford  | 28     | Ophanging             | 5    |        |
| NF   | 22  | Piers Courage        | BRM           | 25     | Motor                 | 19   |        |
| NF   | 19  | Lucien Bianchi       | Cooper-BRM    | 21     | Motor                 | 21   |        |
| NF   | 5   | John Surtees         | Honda         | 17     | Oververhitting        | 6    |        |
| NF   | 6   | Chris Amon           | Ferrari       | 16     | Transmissie           | 2    |        |
| NF   | 12  | Moises Solana        | Lotus-Ford    | 14     | Afgebroken vleugel    | 11   |        |
| NF   | 1   | Denny Hulme          | McLaren-Ford  | 10     | Ophanging             | 4    |        |
| NF   | 21  | Jean-Pierre Beltoise | Matra         | 10     | Ophanging             | 13   |        |
| NF   | 7   | Jacky Ickx           | Ferrari       | 3      | Ontsteking            | 15   |        |
| NF   | 4   | Jochen Rindt         | Brabham-Repco | 2      | Ontsteking            | 10   |        |

## Statistieken
| Pole-position | Jo Siffert | Lotus-Ford | 1:45.22 |
| Snelste ronde | Jo Siffert | Lotus-Ford | 1:44.23 |

## Noot
- Dit was de eerste pole position voor Jo Siffert en voor een Zwitserse coureur.
- Eerste podiumplaats voor Jackie Oliver.
- Tweede wereldtitel voor Graham Hill en de zesde wereldtitel voor een Britse coureur.

1962 · 1963 · 1964 · 1965 · 1966 · 1967 · 1968 · 1969 · 1970 · 1986 · 1987 · 1988 · 1989 · 1990 · 1991 · 1992 · 2015 · 2016 · 2017 · 2018 · 2019